# Аксютіно
Аксю́тіно (рос. Аксютино) — село у складі Асекеєвського району Оренбурзької області, Росія.

## Населення
Населення — 261 особа (2010; 428 у 2002).
Національний склад (станом на 2002 рік):
- росіяни — 72 %